# Sechseck
Ein Sechseck, auch Hexagon [hɛksaˈgoːn] (von altgriechisch ἑξάγωνον hexágōnon „Sechseck“) oder Sexagon, ist ein Polygon (Vieleck), bestehend aus sechs Ecken und sechs Seiten. Sind alle sechs Seiten gleich lang, spricht man von einem gleichseitigen Sechseck. Sind darüber hinaus alle Winkel an den sechs Ecken gleich groß, dann wird das Sechseck regulär oder regelmäßig genannt.

## Mathematische Zusammenhänge
Die zugrundeliegenden Zusammenhänge des regulären Sechsecks beschrieb erstmals Euklid in seinem 15. mathematischen Satz des 4. Buchs Die Elemente. Werden die gegenüberliegenden Ecken des Sechsecks miteinander verbunden, ergeben sich sechs gleichseitige Dreiecke. Werden dagegen alle nicht gegenüberliegenden Ecken miteinander verbunden, so erhält man ein Hexagramm.

## Formeln
| Mathematische Formeln zum regelmäßigen Sechseck | Mathematische Formeln zum regelmäßigen Sechseck                                        | Mathematische Formeln zum regelmäßigen Sechseck |
| ----------------------------------------------- | -------------------------------------------------------------------------------------- | ----------------------------------------------- |
| Flächeninhalt                                   | {\displaystyle A={\frac {3\cdot {\sqrt {3}}}{2}}\cdot a^{2}\approx 2{,}598\cdot a^{2}} |                                                 |
| Flächeninhalt                                   | {\displaystyle A=2\cdot {\sqrt {3}}\cdot r_{i}^{2}\approx 3{,}464\cdot r_{i}^{2}}      |                                                 |
| Länge der Diagonalen                            | {\displaystyle d_{2}=2\cdot r_{i}={\sqrt {3}}\cdot a\approx 1{,}732\cdot a}            |                                                 |
| Länge der Diagonalen                            | {\displaystyle d_{3}=2\cdot r_{u}=2\cdot a}                                            |                                                 |
| Inkreisradius oder halbe Schlüsselweite         | {\displaystyle r_{i}={\frac {\sqrt {3}}{2}}\cdot a\approx 0{,}866\cdot a}              |                                                 |
| Umkreisradius                                   | {\displaystyle r_{u}=a}                                                                |                                                 |
| Innenwinkel                                     | {\displaystyle \alpha =120^{\circ }}                                                   |                                                 |

## Konstruktion bei gegebenem Umkreis
Ein reguläres Sechseck lässt sich als Konstruktion mit Zirkel und Lineal sehr einfach aus einem Kreis darstellen, indem der Radius des Kreises sechsmal auf dem Kreisrand abgetragen wird (siehe Konstruktion 1). Die erhaltenen Punkte sind die Ecken des Sechsecks. Alternativ genügt nach Euklid das zweimalige Abtragen auf dem Kreisrand. Die fehlenden Ecken können dann über die Geraden durch den Mittelpunkt des Umkreises und die bereits bekannten Ecken konstruiert werden (siehe Konstruktion 2 nach Euklid, als animierte Grafik). Ein regelmäßiges Sechseck in nur zehn Schritten erhält man nach dem Einzeichnen einer Geraden, dem Ziehen des Umkreises mit dem gegebenen Radius sowie zweier Kreisbögen mit gleichem Radius und dem Verbinden der so erhaltenen Eckpunkte (siehe Konstruktion 3).

Konstruktion 1
Konstruktion 2 nach Euklid
Konstruktion 3 in 10 Schritten

## Konstruktion bei gegebener Seitenlänge
Ein reguläres Sechseck lässt sich ebenfalls konstruieren, wenn eine vorhandene Strecke als Seitenlänge verwendet werden soll.
1. Bezeichne die Endpunkte der Strecke mit A bzw. B.
2. Zeichne einen Kreisbogen um den Punkt A mit dem Radius AB.
3. Zeichne einen Kreisbogen um den Punkt B mit dem Radius AB, es ergibt sich der Schnittpunkt M, der Mittelpunkt vom späteren Umkreis.
4. Zeichne einen Kreis um den Punkt M mit dem Radius AM, dies ist der Umkreis des späteren Sechsecks.
5. Trage die Strecke AB ab dem Punkt B viermal mit dem Zirkel auf dem Umkreis ab.
6. Verbinde die benachbarten Eckpunkte miteinander, somit ergibt sich das Sechseck ABCDEF.

## Sechseckige Parkettierungen
Das reguläre Sechseck ist neben dem gleichseitigen Dreieck und der Raute (mit dem Quadrat als Spezialfall) das einzige gleichseitige Polygon, mit dem eine Ebene lückenlos parkettiert werden kann. Anders als bei der Parkettierung mit Dreiecken oder Rauten hat das einzelne Polygon in einer hexagonalen Parkettierung nur Nachbarn, die über vollständige Kanten verbunden sind, aber keine, die nur über Ecken oder Kantenteile verbunden sind. Sechseckige Parkettierungen der Ebene haben die geringste Umfangslänge pro Flächeneinheit, siehe Bienenwaben-Satz. Der Abstand der Mittelpunkte zweier direkt benachbarter Sechsecke beträgt
{\displaystyle 2\cdot r_{i}={\sqrt {3}}\cdot a}
Die Möglichkeit zur Bildung sechseckiger Parkettierungen ist eine Ursache dafür, dass Sechsecke deutlich häufiger sind als regelmäßige Fünfecke, Siebenecke und als die höheren Polygone.

6
3-6-3-6
3-3-3-3-6 (zwei gespiegelte Varianten)
3-4-6-4
4-6-12

Die Zahlen unter den Abbildungen geben an, wie viele Ecken die regelmäßigen Polygone haben, die jeweils an einem Punkt zusammenstoßen. Die Innenwinkel ergeben zusammen 360°.

## Zerlegung in zwei kongruente gleichseitige Dreiecke

Beweisfigur

Ein regelmäßiges Sechseck, lässt sich so in sechs kongruente gleichschenklige Dreiecke zerlegen, dass man hieraus zwei kongruente gleichseitige Dreiecke bilden kann, deren Seitenlänge {\displaystyle s} der kurzen Diagonale {\displaystyle d_{2}={\sqrt {3}}\cdot a} entspricht.

## Polyeder mit regelmäßigen Sechsecken
Einige Polyeder haben regelmäßige Sechsecke als Seitenflächen, zum Beispiel der Tetraederstumpf, der Oktaederstumpf, das Große Rhombenkuboktaeder, der Ikosaederstumpf und das Große Rhombenikosidodekaeder. Die genannten Polyeder sind archimedische Körper.

Tetraederstumpf
Oktaederstumpf
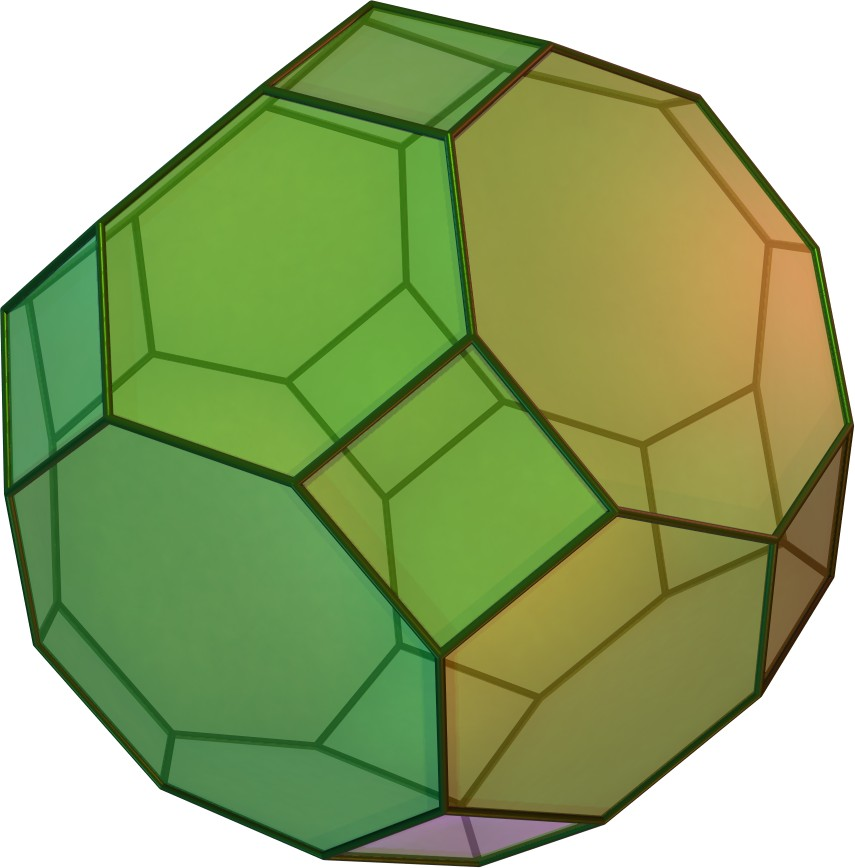
Großes Rhombenkuboktaeder
Ikosaederstumpf (Fußballkörper)
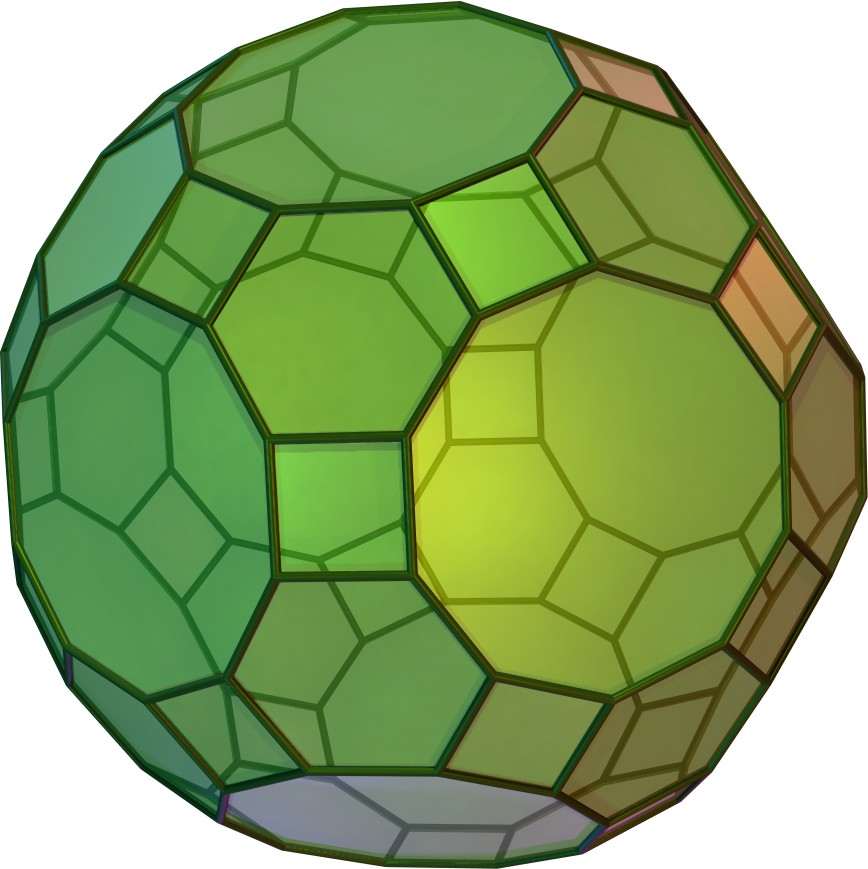
Großes Rhombenikosidodekaeder

## Regelmäßiges Sechseck als Würfelschnitt
Wird ein Einheitswürfel so von einer Ebene geschnitten, dass diese wie abgebildet durch die Mittelpunkte von sechs seiner Kanten verläuft, so bildet die Schnittfläche ein regelmäßiges Sechseck mit der Seitenlänge
{\displaystyle a={\sqrt {\left({\frac {1}{2}}\right)^{2}+\left({\frac {1}{2}}\right)^{2}}}={\frac {1}{2}}{\sqrt {2}}}
und dem Flächeninhalt
{\displaystyle A={\frac {3}{2}}{\sqrt {3}}\cdot {\frac {1}{2}}={\frac {3}{4}}{\sqrt {3}}}.

## Vorkommen von Sechsecken und hexagonalen Strukturen
Regelmäßige Sechsecke sind in Kunst, Kultur, Natur und Technik häufig anzutreffen. Die folgende Liste zeigt nur einige Beispiele.

### Natur
- Aufgrund der Elektronenorbitale bilden kovalente Bindungen eines Moleküls oft den 120°-Winkel zueinander, wie er in einem gleichseitigen Sechsecks vorliegt, wodurch sechseckige Molekülformen besonders stabil sind und hexagonale Ringe bzw. Molekülformen oft auftreten.
- Eine bedeutende Grundstruktur von organischen Molekülen ist der (aromatische) Benzolring, der ein regelmäßiges Sechseck mit Kohlenstoffatomen als Eckpunkte bildet. Im Gegensatz zu einem aliphatischen Kohlenwasserstoffring wie Cyclohexan bildet Benzol sogar räumlich betrachtet ein ebenes Sechseck.
- In der Kristallstruktur vom Graphit bildet Kohlenstoff planare Flächen aus Sechsecken. Weitere elementare Formen vom Kohlenstoff – Graphen, Fullerene und Kohlenstoffnanoröhren – bestehen ebenfalls aus, ggf. leicht gekrümmten, Sechsringen.
- Kristallstrukturen: Viele Kristalle bilden hexagonale Formen aus. Bekannte Beispiele sind natürliches (Wasser-)Eis und sechsstrahlige Schneeflocken, da beim Wassermolekül die Wasserstoffatome ebenfalls annähernd einen 120°-Winkel zum Sauerstoff bilden.
- Bei der Suprafluidität von Flüssigkeiten: Anordnung von quantisierten mechanischen Wirbeln.
- Die Chitinlinse der Ommatidien von Insekten und Krebstieren besitzt häufig eine annähernd sechseckige Querschnittsfläche.
- Es existieren Kieselalgen, wie z. B. Triceratium pantoksekii, deren Querschnitt sechseckig ist.[4][5] Einige besitzen, wie im Fall von Triceratium favus, ein wabenförmig strukturiertes Exoskelett.[6] Letztere bilden annähernd ein mathematisches Polyhex.[7]
- Bienenwabe: Die hexagonale Form der Wände ergibt ein optimales Verhältnis von Wandmaterial zu Volumen, siehe Bienenwaben-Satz, und bietet hohe Stabilität. Es ist im Grunde wie eine Aneinanderreihung der Kreisform mit deren Vorteilen, ohne jedoch ungenutzte Zwischenräume zu hinterlassen.
- Basalt bildet, wenn er langsam erstarrt, oft meterlange sechseckige Säulen.
- Die Ortszellen im Hippocampus, die die Position eines Tieres in der räumlichen Umgebung codieren, lassen sich als Eckpunkte von Sechsecken[8] darstellen.
- Die Konvektionszellen beim Bénard-Experiment können sich als reguläre Sechsecke ausbilden.
- Der Nordpol des Planeten Saturn ist der Mittelpunkt einer stabilen atmosphärischen Struktur in der Form eines nahezu regelmäßigen Sechsecks. Es hat einen Durchmesser von fast 25.000 Kilometern.
- Das Wintersechseck ist eine Sternenkonstellation, die von der Erde aus gesehen zufällig ein unregelmäßiges Sechseck bildet.

Hexagone von nanoskopisch bis makroskopisch
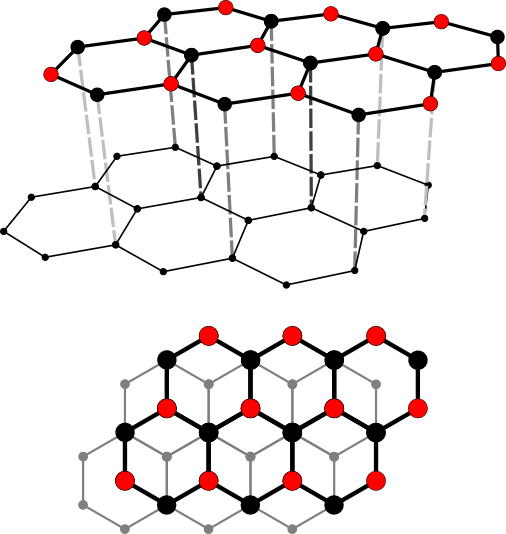
Kristallstruktur des Graphit
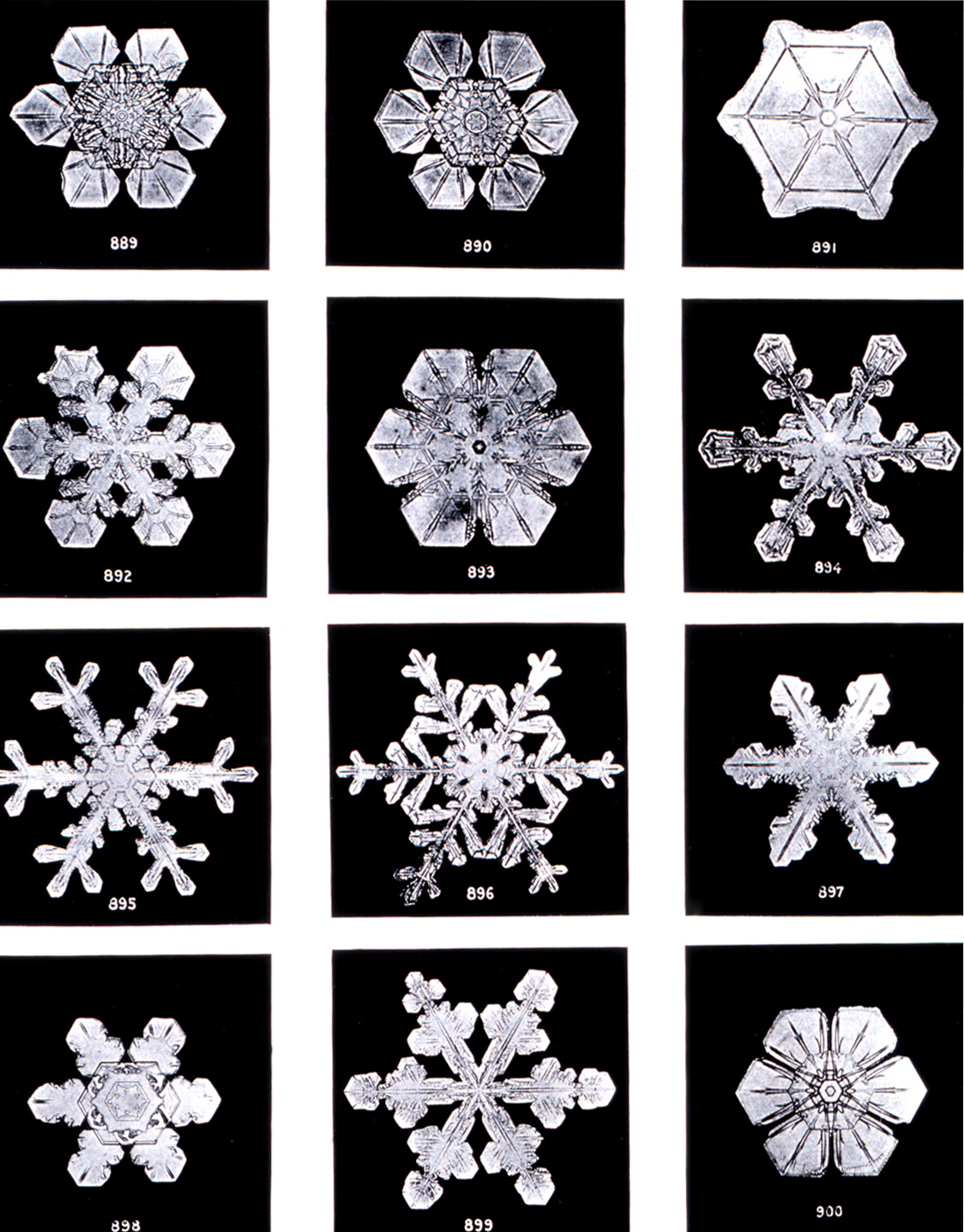
Schneekristalle
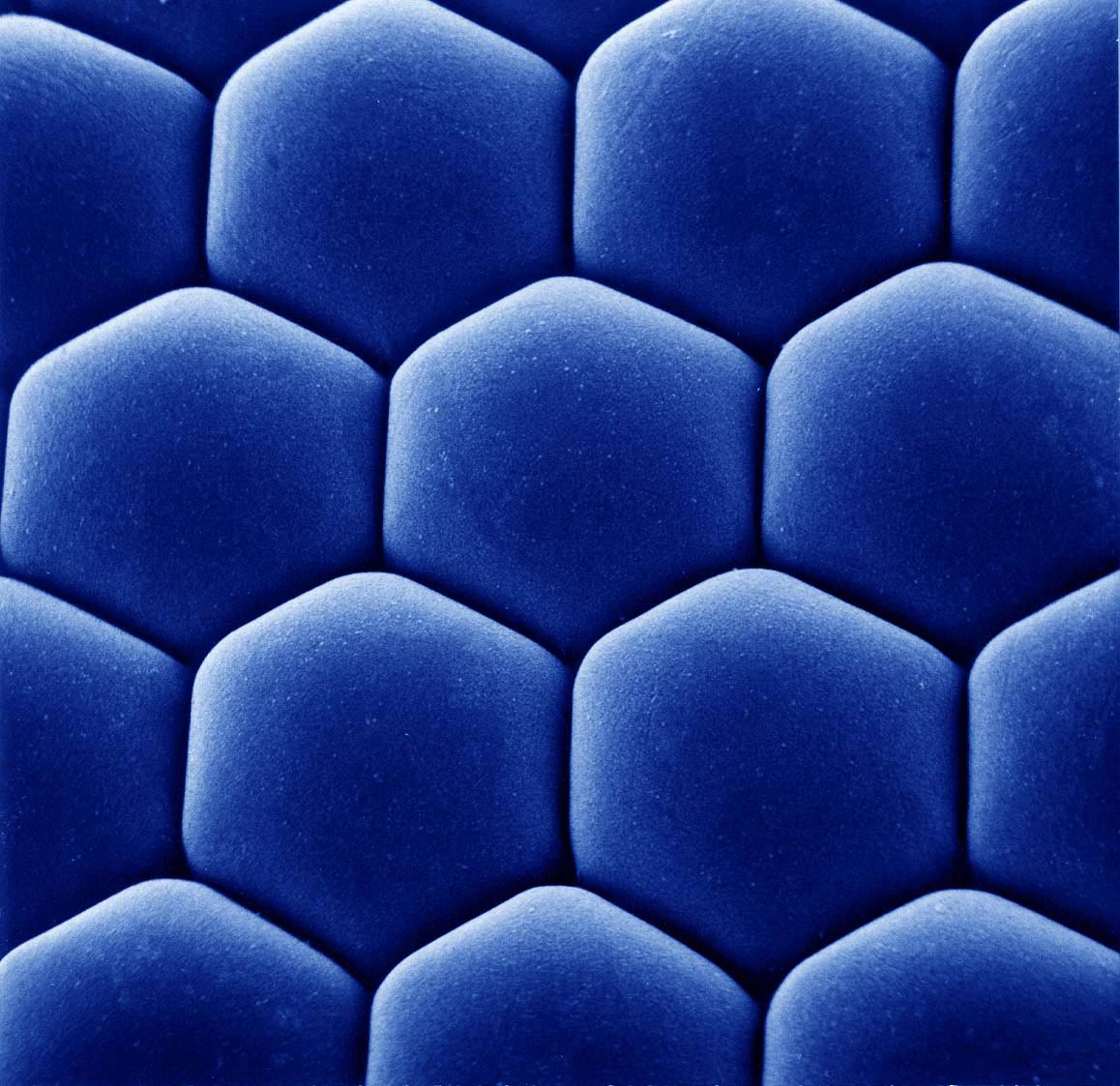
Facettenauge von Euphausia superba
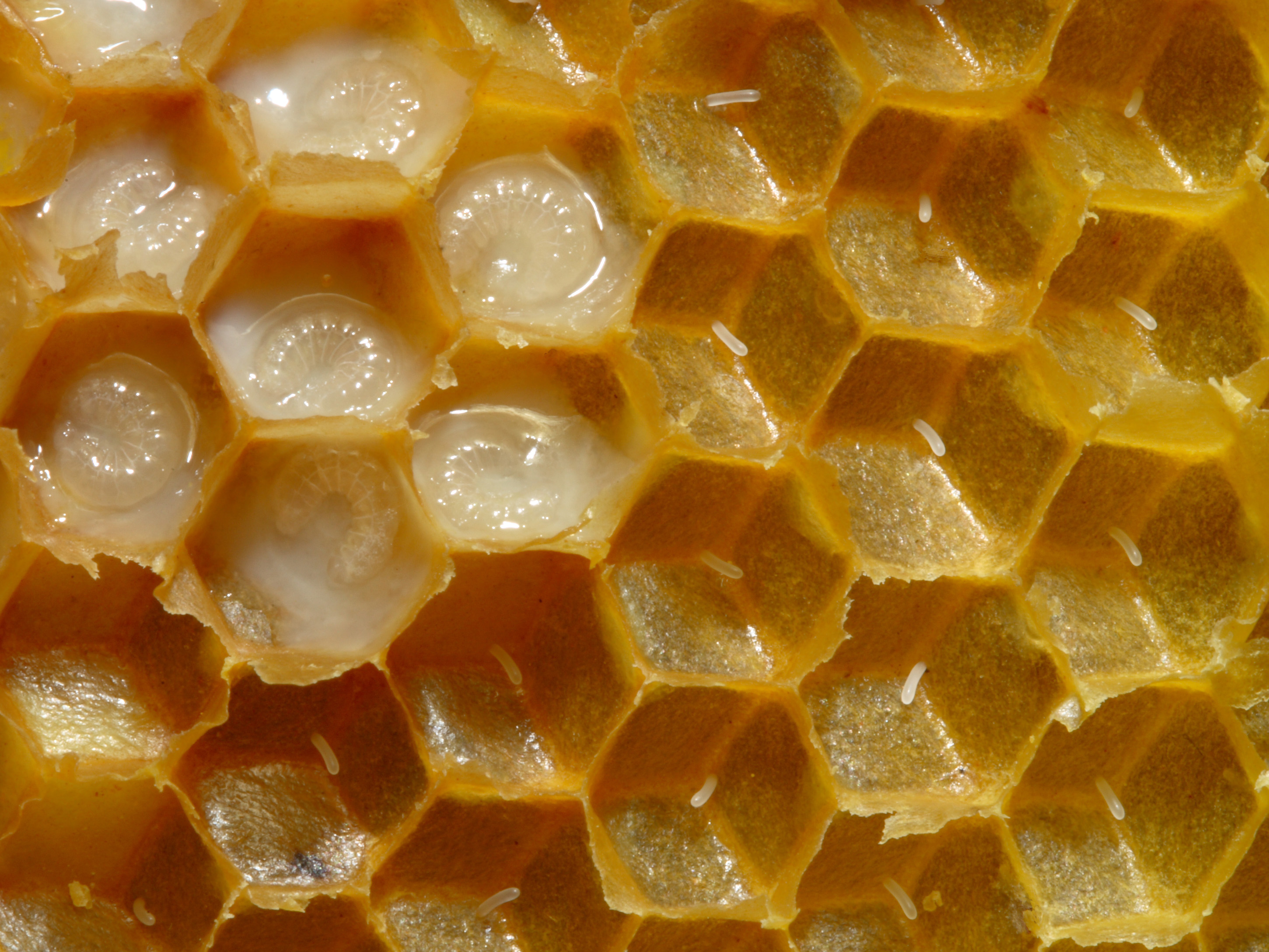
Bienenwabe
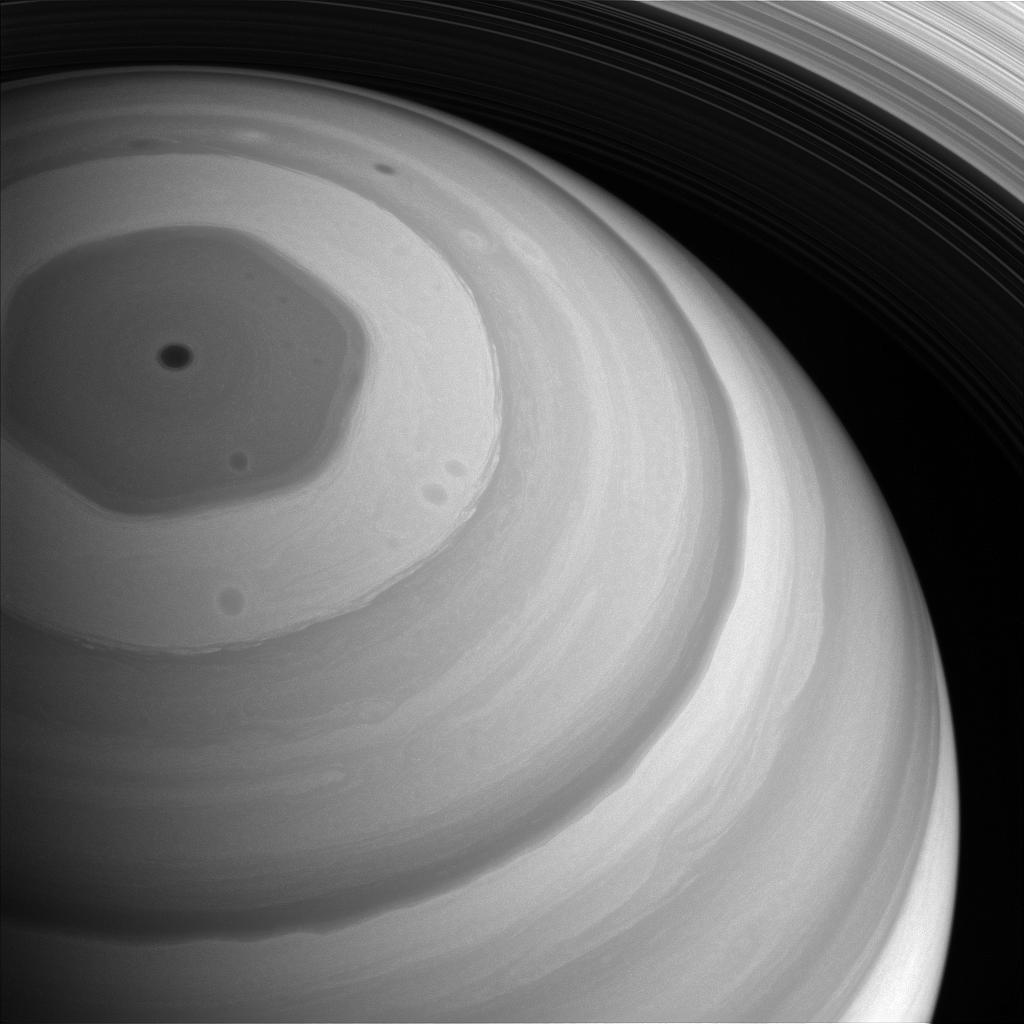
Saturn, sechseckiges Wolkenmuster

### Kunst und Kultur

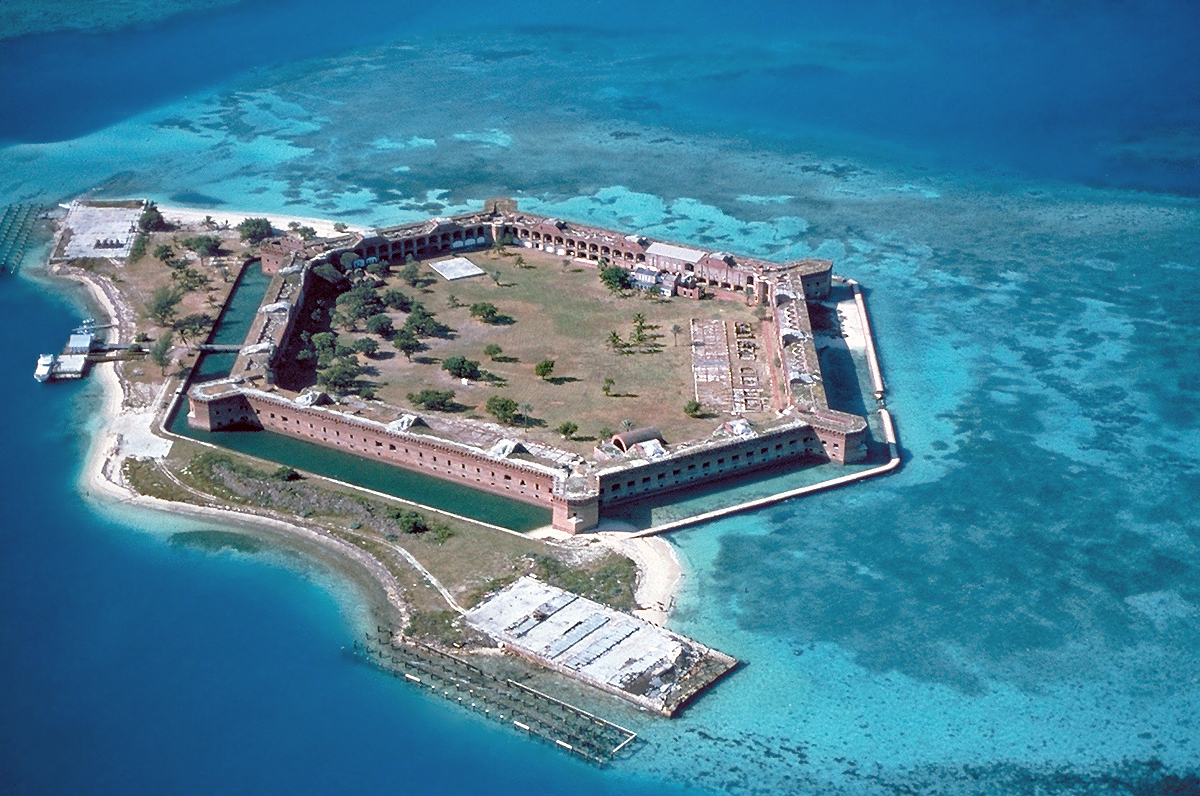
Luftbild von Fort Jefferson auf den Florida Keys

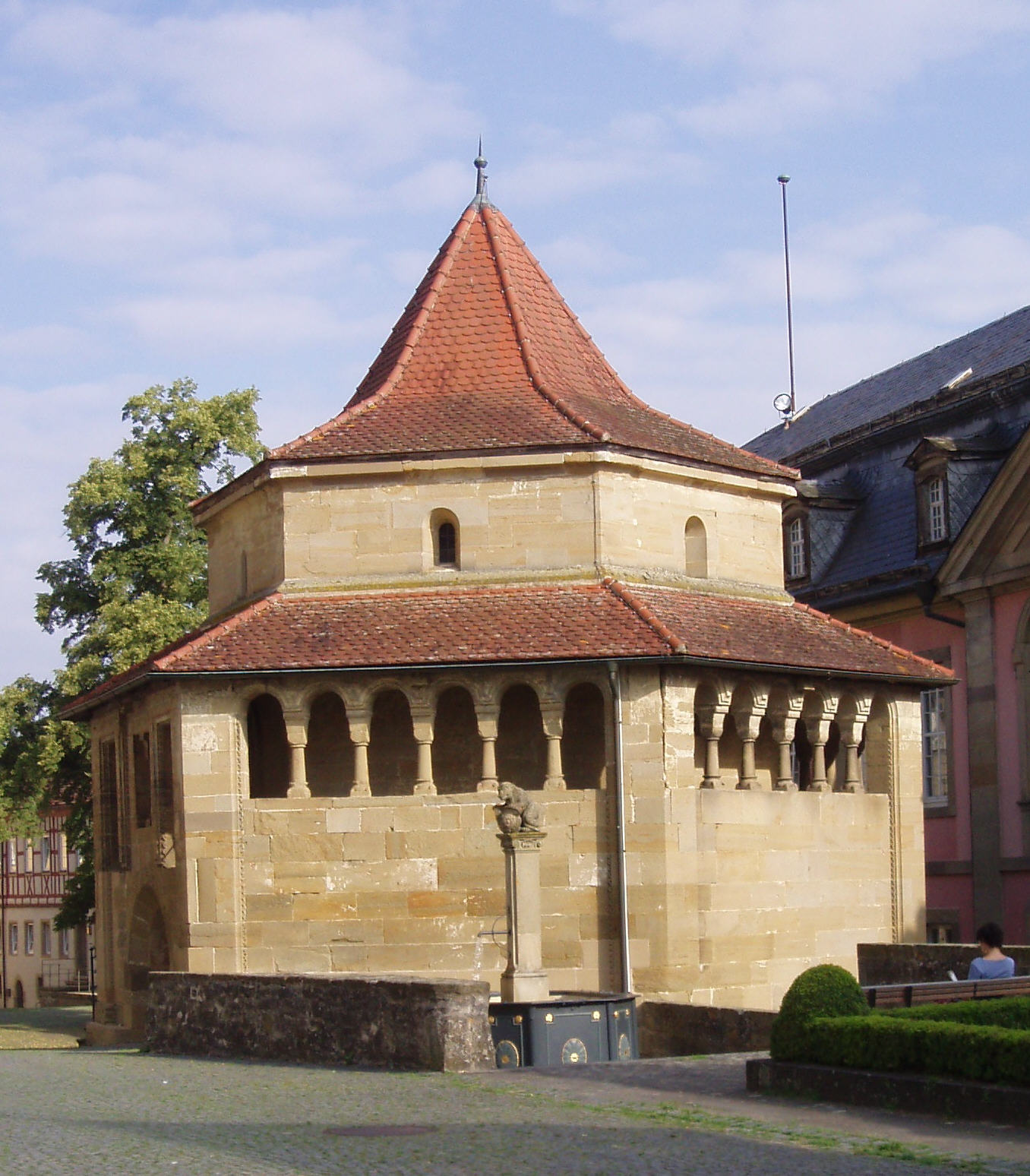
Kapelle mit sechseckiger Grundfläche auf der Comburg

In der Architektur, Malerei und Grafik des Judentums und des Christentums liegt bei der Verwendung des Hexagons die Symbolik der Zahl 6 zugrunde, deren Bedeutung sich aus der Summe der ersten drei Zahlen (1+2+3) und deren Zahlensymbolik ergibt. Sie und damit das gleichseitige Hexagon symbolisieren in beiden Religionen die Allmacht Gottes. Sie stehen aber auch für Gleichgewicht und Harmonie des Göttlichen und Weltlichen, die zudem in der Gleichseitigkeit des Hexagons sowie in dessen Zusammensetzung aus sechs gedachten oder geometrisch sichtbaren gleichseitigen Dreiecken liegen, also auch die Symbolik der Zahl 3 enthalten. Die Zahl 6 und das Hexagon können, je nach Zusammenhang, auch Symbol des Sechstagewerks der Schöpfung (1. Buch Mose) sein.
Ein Beispiel aus der christlichen Malerei des Spätmittelalters ist der hexagonale Tisch im „Paradiesgärtlein“ des Oberrheinischen Meisters (um 1410; Frankfurt, Städelsches Kunstinstitut): Er beherrscht farblich leuchtend in Form und Symbolkraft des Sechsecks das Bild und ist entscheidender Faktor zum Verständnis des Bildes, der auch durch seine Rolle in der Bildkomposition betont wird.
Weitere Beispiele der Verwendung des Hexagons, jedoch nur eingeschränkt von symbolischer Bedeutung:
- Architektur: In vielen Kulturen ist das Hexagon ein grundlegendes Element zur Gestaltung von Fenstern, Fliesen und Mosaiken. Beispiele sind Fresken am Dom zu Pisa oder Mauerelemente mancher Gebäude in Pompeji; ebenso befindet sich die Glastonbury Abbey innerhalb eines (gedachten) Hexagons. Ein unregelmäßiges Sechseck bildet den Grundriss des Teatro Real in Madrid. Bei der Privatvilla Kentuck Knob von Architekt Frank Lloyd Wright ist das Sechseck das durchgehende Konstruktionsprinzip, der Lantern Tower in Schottland erhebt sich über einem sechseckigen Grundriss, ebenso der Musentempel im Schlosspark Tiefurt in Thüringen wie der Wasserturm Zörbig in Sachsen-Anhalt. Das Paradome, die sechseckige Werkhalle eines ehemaligen Lokomotivbauers in Potsdam wird gegenwärtig zum Bürogebäude umgebaut.[9] Mehrere Sechsecke bilden den Grundriss des Düsseldorfer Rank-Xerox-Hauses.
- Einige historische Meilensteine in Sachsen-Anhalt wie der Meilenstein (Bitterfeld) sind als Sechskantstein ausgeführt.
- M. C. Escher: Viele seiner Mosaik-Variationen basieren auf Sechsecken.
- Frankreich: Aufgrund seiner ungefähr sechseckigen Form wird das auf dem europäischen Festland gelegene Territorium Frankreichs auch als l'hexagone bezeichnet. Daher befindet sich auf der Rückseite der französischen 1- und 2-Euro-Münzen ein stilisierter Baum in einem Hexagon, und der Marschall von Frankreich trägt seine sieben Sterne auf den Schulterstücken im Sechseck angeordnet.
- Musikelektronik: Die ersten kommerziellen elektronischen Schlagzeuge der britischen Firma Simmons waren hexagonal geformt.

### Technik

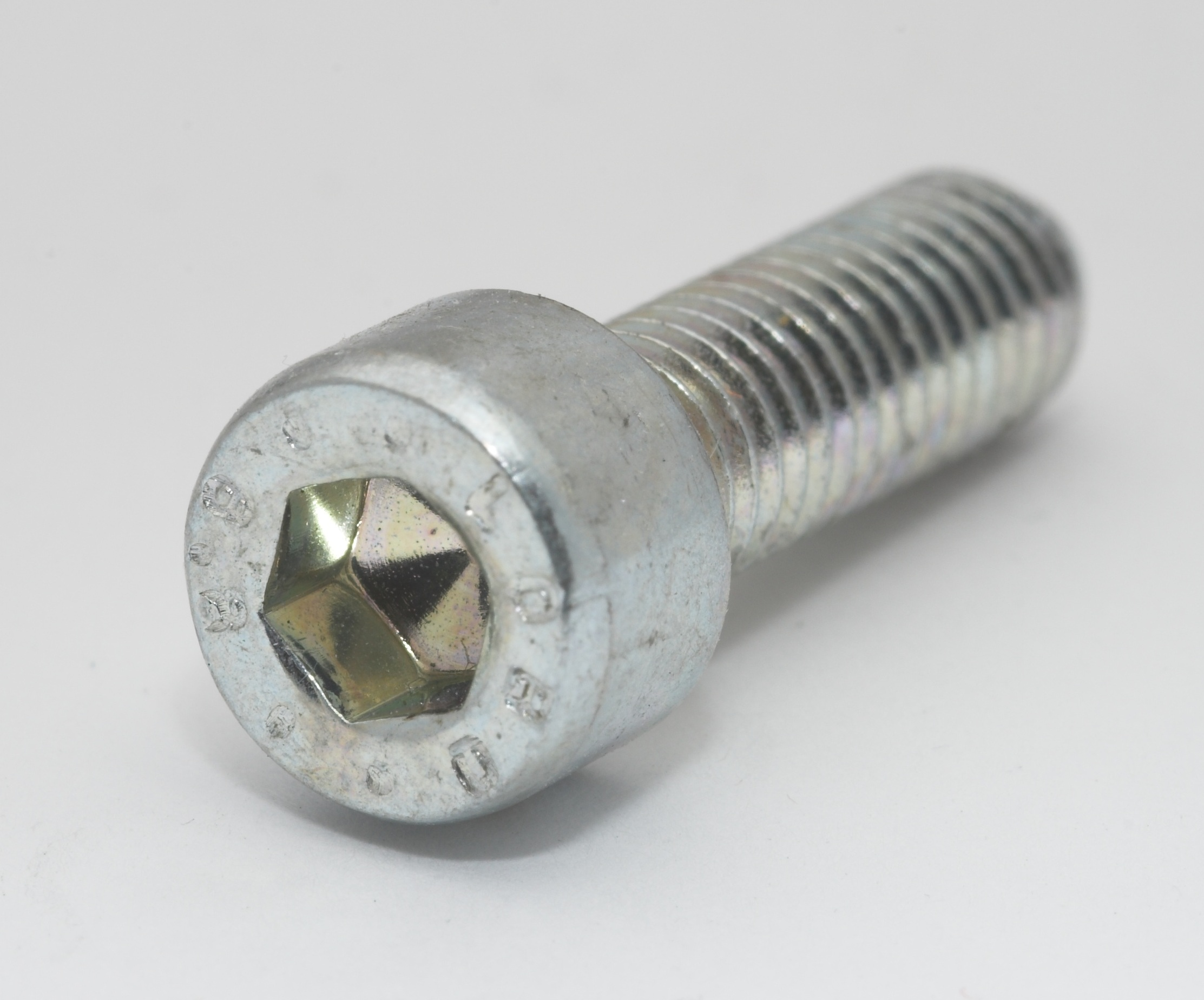
Schraube mit Innensechskant

- Die Köpfe von Schrauben sind häufig sechseckig, entweder als Außensechskant oder als Innensechskant (Inbus). Auch Sechskantmuttern sind verbreitet.
- Eine Sandwichplatte mit Wabenkern, also eine Verbundkonstruktion mit einem wabenförmigen Stützkern, wird bei Konstruktionen eingesetzt, bei denen es auf eine hohe Festigkeit bei geringem Gewicht oder Materialverbrauch ankommt.
- Stützstrukturen vieler 3D-Drucker, die auf dem Verfahren Fused Deposition Modeling basieren, können bei vielen Modellen unter anderem als Wabenstruktur gedruckt werden, welche ähnlich der vorher genannten Sandwichbauweise eine hohe Stabilität mit geringem Gewicht und Filamentverbrauch kombiniert.
- Die Spiegelsegmente moderner Großteleskope sind meist hexagonal-ellipsoidisch geformt. Die hexagonale Form hat beispielsweise beim James-Webb-Weltraumteleskop den Vorteil, dass, neben der zwischenraumfreien Anordnung, lediglich 3 Segmenttypen unter 18 Segmenten für die Anordnung konstruiert bzw. gefertigt werden müssen, da sie äquidistant zur zentralen optischen Achse sind und alle durch eine Linie ausgehend vom Zentrum der Gesamtanordnung symmetrisch zerschnitten werden können.[10] Dies gilt bei einer zum Magischen Sechseck analogen Anordnung für N≤3.

### Spiele
Bei vielen Spielen, besonders bei Konfliktsimulationsspielen, besteht der Spielplan aus einem Sechseckraster. Dadurch können unter anderem Entfernungen zwischen zwei Feldern einfacher bestimmt werden als bei einem Quadratraster (zum Beispiel einem Schachbrett). Als besonders prominent gilt hier das Spiel Die Siedler von Catan, bei dem sowohl das Spielbrett selbst als auch die einzelnen Landschaftsplättchen die Sechseckform aufweisen.